# Selinum elatum
Selinum elatum är en flockblommig växtart som först beskrevs av Michael Pakenham Edgeworth, och fick sitt nu gällande namn av Minosuke Hiroe. Selinum elatum ingår i släktet krusfrön, och familjen flockblommiga växter. Inga underarter finns listade i Catalogue of Life.